# Hino do Acre

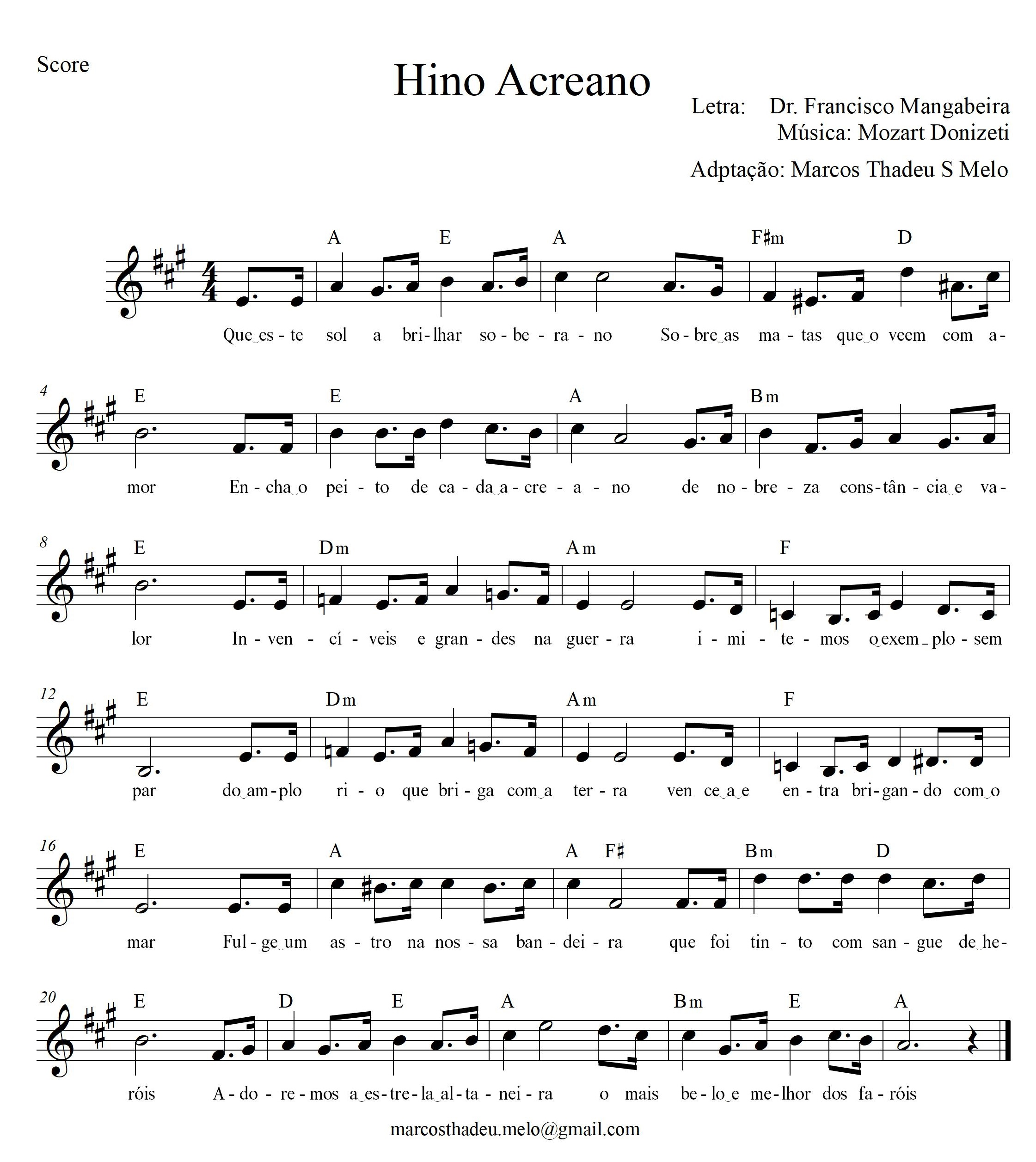
Hino Acreano

O Hino do Acre foi composto pelo médico e poeta Dr. Francisco Mangabeira enquanto este prestava serviços médicos no acampamento do exército na localidade de Capatará, em 5 de outubro de 1903. A música foi criada pelo músico cearense Mozart Donizeti.
| “ | Fulge um astro na nossa bandeira Que foi tinto com sangue de heróis Adoremos na estrela altaneira O mais belo e o melhor dos faróis >>> | ” |

Estribilho do Hino do Acre, escrito por Francisco Mangabeira.

## Interpretação

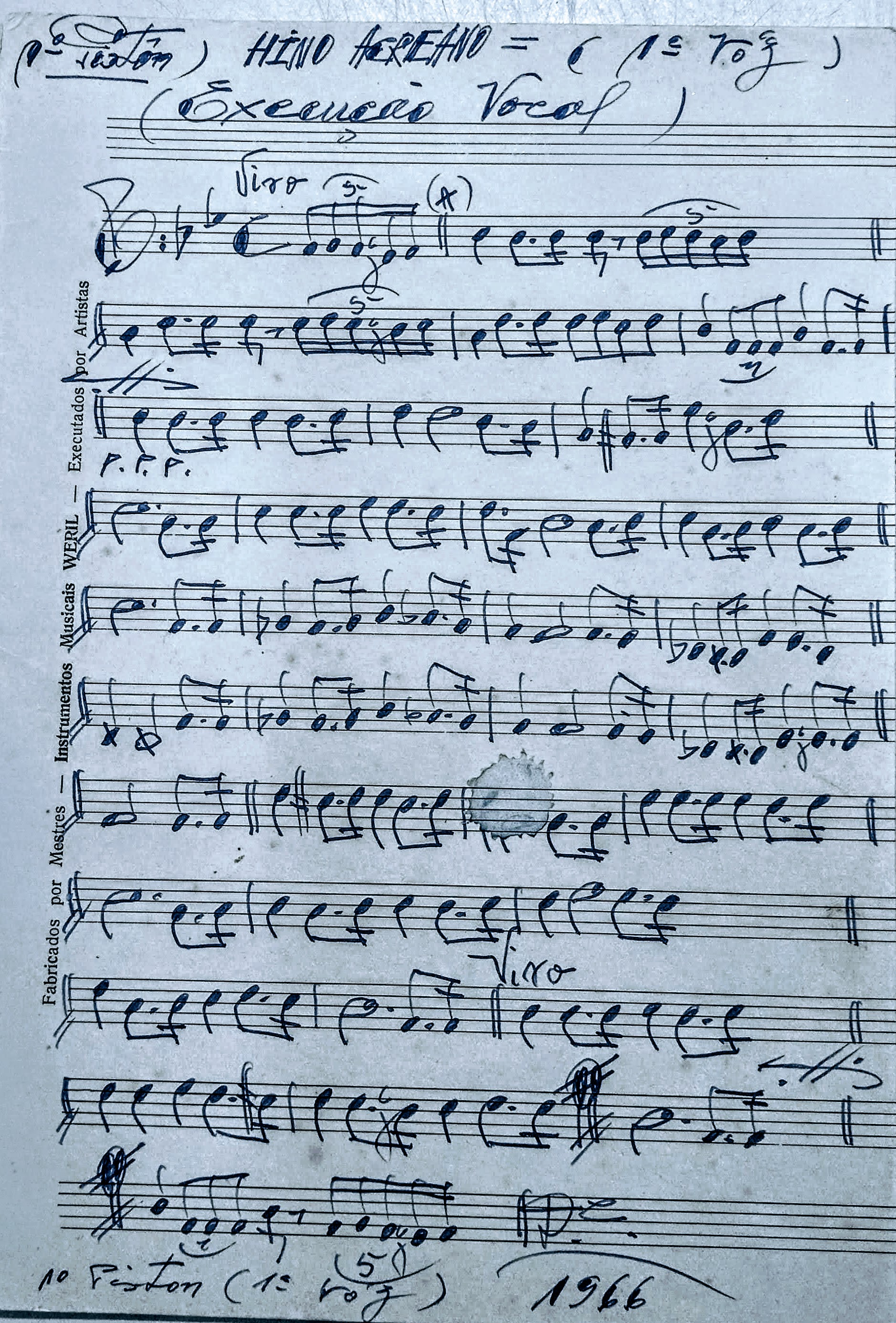
execução vocal do hino acreano - trompete

### Primeira estrofe
O compositor exalta as belezas da região, as matas, os rios: Do amplo rio que briga com a terra, /Vence-a e entra brigando com o mar

### Estribilho

O hino conta, no estribilho, que a bandeira do Acre teria sido colorida (tinta) pelo sangue de heróis

Essa estrofe explica muito bem a existência da estrela na bandeira do Acre, sendo o melhor dos faróis, pela forma corajosa, conquistada por heróis: Fulge um astro na nossa bandeira/Que foi tinto no sangue de heróis!

### Segunda estrofe
Exalta a conquista do território. Na parte final diz: Que da glória a divina montanha/Tem no cimo o arrebol do porvir, ou seja, no cume de uma montanha divina há a vista do nascer, com cor de fogo, do futuro.

### Terceira estrofe
A paz naquelas florestas opulentas. E todos vinham saudar os soldados regressando ao trabalho que tirou o Acre da então primitividade para a geração de riqueza: Tal o rio que rola o sol de ouro/Lança um manto sublime de luz

### Quarta estrofe
Após a vitória, os esposos voltam triunfantes para casa, encontrando as esposas carinhosas fazendo festa: As esposas e mães carinhosas/A esperarem nos lares fiéis/Atapetam a porta de rosas/E cantando entretecem lauréis

### Quinta estrofe
E se alguém ousasse invadir o solo regado pelo sangue dos heróis, encontraria de novo, o mesmo ímpeto guerreiro: Mas se audaz estrangeiro algum dia/Nossos brios de novo ofender/Lutaremos com a mesma energia/Sem recuar, sem cair, sem temer